# Raja miraletus
Raja miraletus е вид акула от семейство Морски лисици (Rajidae). Видът не е застрашен от изчезване.

## Разпространение и местообитание
Разпространен е в Ангола, Кения, Мозамбик, Намибия, Португалия (Мадейра) и Южна Африка (Квазулу-Натал).
Обитава крайбрежията и пясъчните дъна на полусолени водоеми, океани, морета и реки. Среща се на дълбочина от 17 до 419 m, при температура на водата от 7,9 до 23,1 °C и соленост 34,7 – 38 ‰.

## Описание
На дължина достигат до 59,7 cm.
Продължителността им на живот е около 8,2 години. Популацията на вида е стабилна.